# Delphyre bolivianum
Delphyre bolivianum är en fjärilsart som beskrevs av Rothschild 1912. Delphyre bolivianum ingår i släktet Delphyre och familjen björnspinnare. Inga underarter finns listade i Catalogue of Life.